# آرباناسی (ولیکو تارنووو)
آرباناسی (به بلغاری: Arbanasi) یک منطقهٔ مسکونی در بلغارستان است که در استان ولیکو تارنوو واقع شده‌است.